# غلين هولغيرسون
غلين هولغيرسون (بالسويدية: Glenn Holgersson)‏ هو لاعب كرة قدم سويدي في مركز الدفاع، ولد في 5 نوفمبر 1979. لعب مع نادي أوربرو ونادي مالمو.

## وصلات خارجية
- غلين هولغيرسون على موقع اتحاد السويد (السويدية)
- غلين هولغيرسون على موقع قاعدة بيانات كرة القدم.إي يو (الإنجليزية)